# Sukorady, Jičín
Sukorady là một làng thuộc huyện Jičín, vùng Královéhradecký, Cộng hòa Séc.